# Стэнли, Генри Мортон
Ге́нри Мо́ртон Стэ́нли (англ. Henry Morton Stanley, имя при рождении — Джон Роулендс (англ. John Rowlands); 28 января 1841 — 10 мая 1904) — британский журналист, путешественник, исследователь Африки. Рыцарь Большого Креста ордена Бани.

## Биография
Генри Мортон Стэнли родился в городке Денби в Уэльсе. Он был незаконнорождённым ребёнком 18-летней дочери бедного фермера Бетси Пэрри и Джона Роулендса, сына богатого фермера, жившего по соседству. Чтобы поступить на работу, матери Генри пришлось отдать сына на воспитание в семью соседнего фермера Прайса, где маленький Джон прожил несколько лет.
Когда Бэтси не могла больше выплачивать деньги за воспитание сына, Джона отдали в работный дом в Сент-Азафе, где ребёнок остался на общественном попечении. Здесь царила тюремная дисциплина. Свободолюбивый Генри не один раз попадал в конфликтные ситуации. В работном доме Джон пробыл до пятнадцати лет. В 1856 году его взяла к себе тётка и поручила пасти своих овец. Но Джон уже грезил Америкой, где он мог сделать карьеру, разбогатеть и вырваться из нищеты.
В 17 лет Генри поступил юнгой на корабль и попал в Новый Орлеан. В Новом Орлеане юноша нашёл место в одном из торговых предприятий Генри Стэнли, купца с «мягким сердцем и твёрдым черепом», который отнёсся к нему как к сыну. Почерк Джона понравился купцу, и тот принял его в свою лавку. У Стэнли Джон прослужил три года. За это время он так понравился хозяину своей расторопностью, сообразительностью и трудолюбием, что тот произвёл его из «мальчиков» в старшие приказчики, а затем и усыновил его, благодаря чему Джон стал Генри Мортоном Стэнли. В период гражданской войны в США он записался волонтёром в армию Южных штатов. Генри М. Стэнли участвовал во всех походах армии генерала Эдварда Джонсона. В сражении при Шайло (1862) он попал в плен и вскоре вступил в армию Севера.
После плена Стэнли поступил простым матросом на один из кораблей, действовавших тогда против Юга. На морской службе Стэнли пробыл три года, с 1863 по 1866 год. Штатным корреспондентом Генри Стэнли стал в 1867 году при выполнении первого большого задания — серии репортажей об «умиротворении» индейцев в западных прериях — он получил уроки обхождения с «примитивными» народами. Стэнли пришёл к выводу, что «истребление индейцев — это в первую очередь не вина белых, а в основном следствие неукротимой дикости самих красных племён». В своих очерках Стэнли демонстрировал сдержанную симпатию к мужественному врагу, изображал события захватывающе, сентиментально и в то же время поверхностно. Стэнли в качестве газетного корреспондента объездил Европейскую Турцию и Малую Азию. В 1868 году Генри Мортон Стенли поступил на службу к Джеймсу Гордону Беннету, издателю газеты «Нью-Йорк Геральд» с самым большим в Америке тиражом. Корреспондентом этой газеты он впервые попал в Африку в качестве свидетеля колониальной войны в Эфиопии, которая отстаивала свою независимость, а с предстоящим открытием Суэцкого канала страна приобретала особое значение.
Великобритания в 1867 году отправила в Эфиопию экспедиционный корпус, который уже через год вырос до 40 000 солдат. Эфиопская авантюра стоила не менее девяти миллионов фунтов и завершилась тем, что эфиопский император покончил жизнь самоубийством в крепости Мэкдэла. Было убито семьсот и ранено тысяча пятьсот эфиопов, а с британской стороны было двое убитых и несколько раненых. Об этом походе и сообщил Стэнли, так захватывающе, что взбудоражил американских читателей. Он преподносил оперативную информацию таким образом, что сообщение о взятии Магдалы появилось в «Геральд», когда британское правительство ещё ничего об этом не знало. Ловкий журналист подкупил в Суэце телеграфиста, чтобы тот передал его телеграмму первой. B 1871 году Стэнли отправился по поручению издателя «Нью-Йорк Геральд» разыскивать в Центральной Африке Ливингстона, от которого с 1869 года не было известий.

## Исследователь и колонизатор Африки

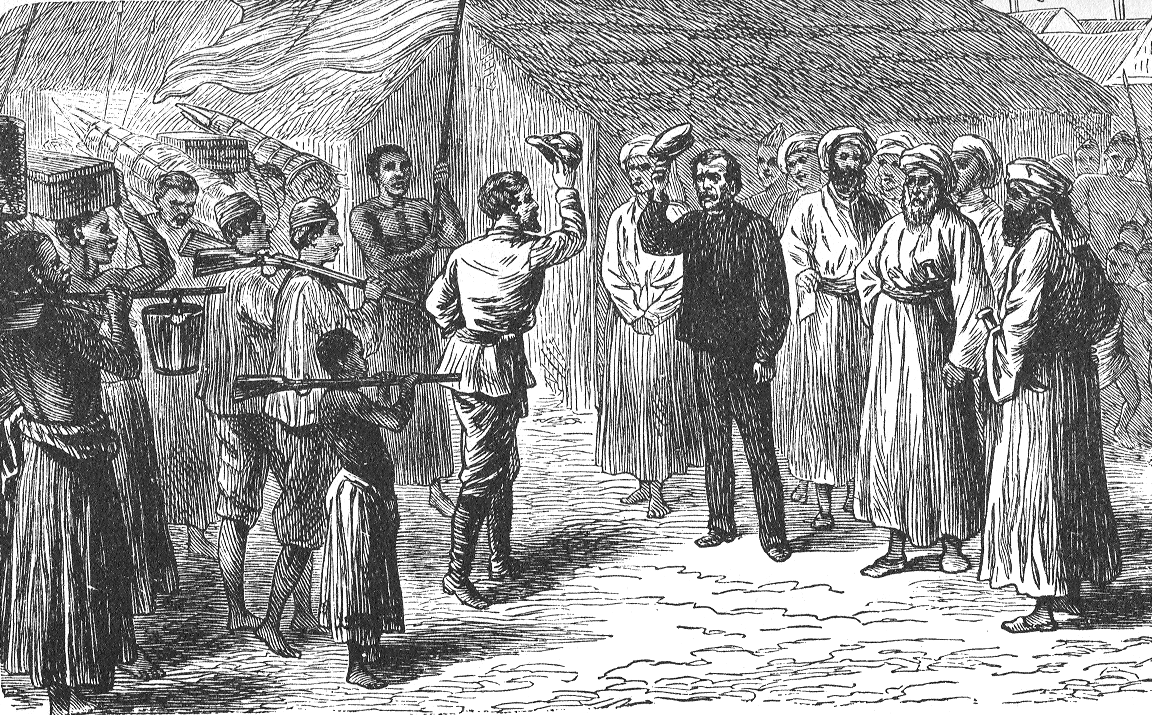
Стэнли встречает Давида Ливингстона

Отправившись в январе 1871 года из Занзибара в сопровождении большого отряда из туземцев, Стэнли достиг 3 ноября Уджиджи на озере Танганьика, где нашёл Ливингстона. Стэнли поприветствовал Ливингстона фразой, которая впоследствии станет всемирно известной: «Доктор Ливингстон, я полагаю?» (англ. Dr. Livingstone, I presume?). Вместе с Ливингстоном Стэнли обошёл северную часть озера Танганьика и в феврале 1872 года пришёл в Уньяньембе. Оставив здесь Ливингстона, Стэнли вернулся в Занзибар. Своё путешествие он описал в привлёкшей всеобщее внимание книге How I found Livingstone, которая была переведена на многие языки, в том числе и на русский.
В 1873—1874 годах Стэнли участвовал в качестве корреспондента в английском походе против короля ашантиев Коффи Калкали и описал этот поход в книге Coomassie and Magdala. В 1874 году Стэнли на средства издателей газет «Нью-Йорк геральд» и лондонского «Дэйли телеграф» отправился в новое путешествие по Центральной Африке. С отрядом в 300 человек он вышел из Багамойо в ноябре 1874 года и в феврале 1875 года достиг озера Укереве (Виктория Ньянза).
В январе 1876 года он отправился в столицу Уганды. Отсюда, получив от царя Уганды отряд в 2000 человек, Стэнли направился через враждебную к европейцам страну Униоро к озеру Альберт Ньянза. Вскоре он встретил обширное озеро, которое сперва принял за озеро Альберт (Мвутан), но впоследствии оказалось, что это неизвестное ещё озеро, названное им Альберт-Эдуард — это было подтверждено во время его путешествия 1889 года. Повернув к озеру Укереве, он исследовал реку Кагеру, объехал озеро Танганьика и исправил его карту. Продолжая путь на запад, Стэнли достиг Ньянгве, откуда пустился в плавание по реке Луалабе. В августе 1877 года Стэнли достиг устья реки Конго. Таким образом, он пересёк Африку с востока на запад и открыл более 5000 км судоходного пути, ведущего в самую глубь материка. Своё путешествие он описал в книге Through the Dark Continent.
В 1881 году Стэнли по поручению бельгийского Комитета по изучению Верхнего Конго (фр. Comité d'études du Haut Congo) стал во главе новой экспедиции, привёл первый пароход в Стэнлипуль, открыл большое озеро, названное им Леопольдовым. По поручению бельгийского короля Леопольда II основал колонию под названием Свободное государство Конго.
В 1887 году Стэнли на средства египетского правительства предпринял путешествие для освобождения Эмина-паши. 30 апреля 1887 года в сопровождении отряда занзибарцев, суданцев, сомалийцев, семи офицеров, врача и слуг, общей численностью в 800 человек, он отправился из Стэнлипуля по реке Конго, затем Арувими, а оттуда — через первобытный лес. Отряд достиг Кавалли, на берегу озера Альберт. 29 апреля 1888 года Стэнли встретился с Эмином-пашой. Поскольку отряд его сильно уменьшился, Стэнли решился вернуться назад до Баналья на реке Арувими, где им оставлен был арьергард, но в его отсутствие начальник арьергарда, майор Бартлот, был убит взбунтовавшимися туземцами, и Стэнли нашёл остатки отряда в очень бедственном положении. Тогда он направился вновь к озеру Альберт-Ньянза, оттуда к озеру Альберт-Эдуард и, наконец, через Карагве и Уньямвези достиг Багамойо 5 декабря 1889 года, где был встречен майором Висманом. Это третье путешествие Стэнли описал в книге In darkest Africa, которая была переведена в том числе и на русский язык.
В конце ноября 1897 года в Дурбане, в отеле «Роял», Генри Стенли, только что вернувшийся из Претории, встретился со знаменитым морским путешественником Джошуа Слокамом, который впервые в одиночку совершил кругосветное плавание на шлюпе «Спрей». Эта встреча двух выдающихся путешественников описана самим Джошуа Слокамом в его книге «Один под парусами вокруг света».
Генри Стэнли умер 10 мая 1904 года в Лондоне. Путешественник был похоронен в графстве Суррей.

## Вклад в географию Африки
Главные результаты трёх путешествий Стэнли по Центральной Африке были следующими:
- В первом путешествии им было установлено, что озеро Танганьика не принадлежит к системе Нила;
- Во втором путешествии определены очертания озера Укереве, открыто озеро Альберт-Эдуард и верхнее течение реки Конго, что впервые дало верное представление о географическом характере этой части Центральной Африки;
- В третьем путешествии исследовано течение реки Арувими и установлена связь озёр Альберт Ньянза с Альберт-Эдуард через реку Землика.

## Сочинения
- How I found Livingstone (L., 1872)
- Through the Dark Continent (1878)
- The Congo and the founding of its free state (1885)
- In darkest Africa (1890)
- Му dark companions and their strange stones (L., 1893)
- Му early travels and adventures in America and Asia (L., 1895)